# Kantatie 89
Pour les articles homonymes, voir Route 89.
La route principale 89 (en finnois : Kantatie 89 est une route principale allant de Mieslahti à Vartius en Finlande.

## Description
La route part de la route nationale 22 dans le village de Mieslahti à Paltamo et passe au nord de Kontiomäki par Revonkanta et Härmänkylä jusqu'à la gare frontalière de Vartius à Kuhmo, d'où elle continue jusqu'à Kostomoukcha en république de Carélie. 
La route, longue de 104 kilomètres, fait partie du réseau routier transeuropéen TERN.

## Parcours
La route parcourt les municipalités suivantes :
- Paltamo
- Kuhmo
- Vartius